# Jarmo Mäkinen
Jarmo Mäkinen (Karstula, 29 maggio 1958) è un attore e doppiatore finlandese.

## Biografia
Mäkinen ha iniziato a recitare nel 1989 in televisione, lavorando costantemente per tutti gli anni '90 in diversi film e serie televisive.
Dal 2000, tuttavia, ha fatto gradualmente più apparizioni sul grande schermo e al cinema, recitando nel film Sibelius del 2003, lavorando con il regista finlandese Timo Koivusalo e con attori come Martti Suosalo, Heikki Nousiainen, Seela Sella, Miina Turunen e Vesa Vierikko.
La maggior parte dei suoi ruoli sono stati nel cinema svedese, dove grazie alla sua possente corporatura ha spesso interpretato il ruolo di antagonista. 
È considerato tra le persone finlandesi più famose e popolari in Svezia.

### Vita privata
Mäkinen è stato sposato con l'attrice Ulla Laurio dal 1983 al 1991 e hanno avuto due figli.
Ha convissuto con l'attrice Maria Kuusiluoma dal 1991 al 2005. È attualmente sposata con Milla Vehviläinen, con la quale ha avuto due figli.

## Filmografia

### Cinema
- Kivenpyörittäjän kylä - regia di Markku Pölönen (1995)
- Tommy e la lince (Poika ja ilves) - regia di Raimo O. Niemi (1998)
- Lapin kullan kimallus - regia di Åke Lindman (1999)
- Ponterosa - regia di Mika Kemmo e Pasi Kemmo (2001)
- Sibellius - regia di Timo Koivusalo (2003)
- Rånarna - regia di Peter Lindmark (2003)
- Rancid - regia di Jack Ersgard (2004)
- Populärmusik från Vittula - regia di Reza Bagher (2004)
- Vares – Kaidan tien kulkijat - regia di Anders Engström (2012)
- Puhdistus - regia di Antti Jokinen (2012)
- The Girl King - regia di Mika Kaurismäki (2015)
- Sangarid - regia di Jaak Kilmi (2017)

### Televisione
- Seitsemän veljestä - Serie TV (1989)
- Hellapoliisit - Serie TV (1989)
- Viimeiset siemenperunat - serie TV (1993-1994)
- Hobitit - serie TV (1993)
- Downshiftaajat - serie TV (2016-2017)
- Syke - serie TV (2019-2022)
- Kotka 10 - serie TV (2023)
- Korvessa kulkevi - serie TV (2023)

## Doppiaggio
- Due Facce in Batman
- Gaio Giulio Cesare in Asterix conquista l'America, Asterix e il regno degli dei
- Ivan e Drake in Pokémon
- Helia in Winx Club
- Paksu Rölli in Röllin sydän
- Qwark in Ratchet & Clank: Armi di distruzione
- Bill in Rango
- Stoick in Dragon Trainer, Dragon Trainer 2, Dragon Trainer - Il mondo nascosto
- Shredder in Teenage Mutant Ninja Turtles - Tartarughe Ninja
- Vitaly in Madagascar 3 - Ricercati in Europa
- Aloysius O'Hare in Lorax - Il guardiano della foresta
- Ombra Lesta in Turbo
- Ka-Boom, Blackout, Brawlrus, Hood Sickle in Skylanders: Trap Team
- Eduardo in Rio 2 - Missione Amazzonia
- Vari personaggi in Spyro: Reignited Trilogy